# Monolepta naumanni
Monolepta naumanni es una especie de insecto coleóptero de la familia Chrysomelidae.
Fue descrita científicamente en 2005 por Wagner.